# Soapkills
Soapkills is een Libanese electropopband die werd opgericht in 1997 door Zeid Hamdan en Yasmine Hamdan (geen familie). De band mengt triphop met traditionele Arabische muziek.
Nummers van de band verschenen op de soundtrack van verschillende Libanese films, waaronder
Perfect Day van Khalil Joreige en Joana Hadjithomas. 
In 2002 werkte Soapkills samen met Lamia Joreige en choreograaf Makram Hamdan voor het Bater Dance Project, een multimedia kunstwerk en performance.
Op 27 juli 2011 werd Zeid Hamdan gearresteerd omdat hij een nummer zou geschreven hebben dat de toenmalige Libanese president Michel Suleiman zou beledigd hebben, omdat een van Hamdans nummers de zinsnede 'General go home' bevat. Hamdan werd de volgende dag vrijgelaten.
De band hield op te bestaan toen Yasmine Hamdan verhuisde naar Parijs. In 2013 verscheen haar debuutalbum Ya Nass.

## Discografie

### Albums
- Bater (2001)
- Cheftak (2002)
- Enta Fen (2005)
- The Best of Soapkills (2015)

### Extended plays
- Lost (1998)
- Live at Circus (1999)